# Smyckad dossköldpadda
Smyckad dossköldpadda (Terrapene ornata) är en sköldpaddsart som beskrevs av  Louis Agassiz 1857. Arten ingår i släktet dossköldpaddor, och familjen kärrsköldpaddor. IUCN kategoriserar den smyckade dossköldpaddan globalt som nära hotad.

## Underarter
Arten delas in i följande underarter:
- T. o. ornata
- T. o. luteola

## Utbredning
Den smyckade dossköldpaddan lever i USA, mellan Klippiga bergen i väst till Mississippi i öst och mellan Sonoraöknen i sydväst upp till South Dakota och Wisconsin i norr.
Underarten T. o. luteola lever även i sydöstra Arizona, New Mexico, västra Texas samt i norra Sonora och Chihuahua i Mexiko.

## Bildgalleri

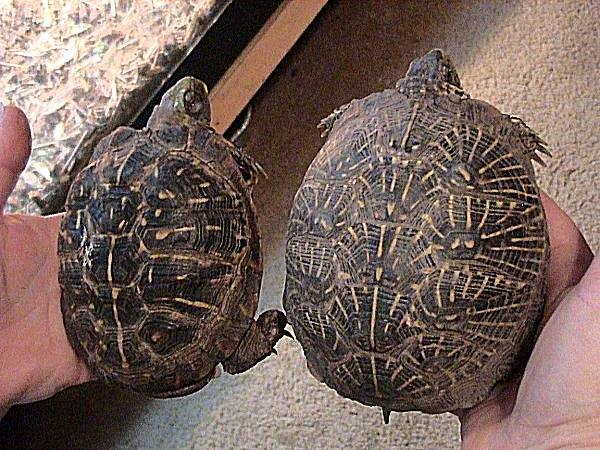
Jämförelse mellan de två underarterna
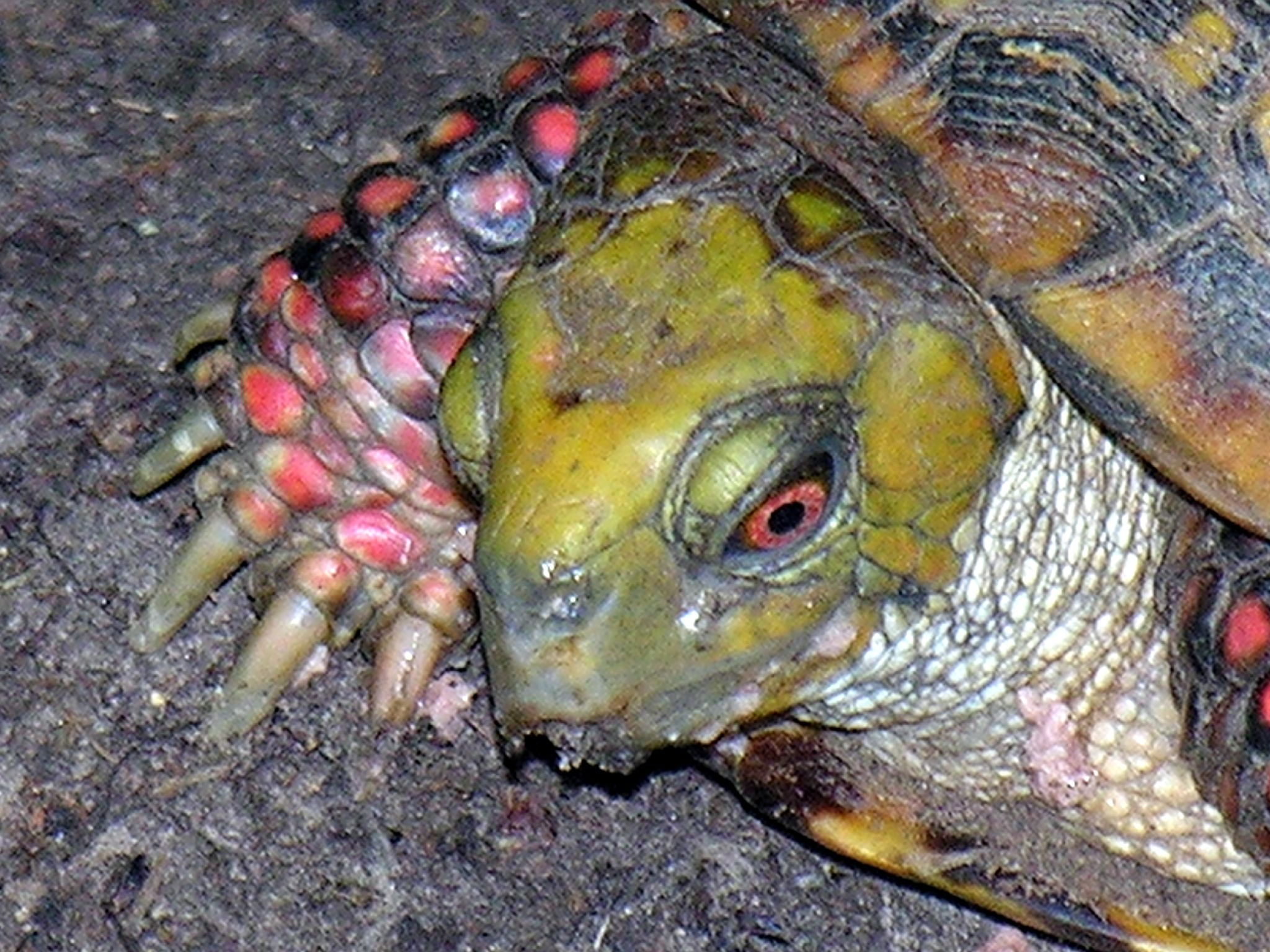
Närbild